# Diecéze Joppe
Diecéze joppenská byla katolická diecéze v Palestině, v lokalitě Joppe (Jaffa, dn. Tel Aviv). Křesťané zde byli již od novozákonních dob, kdy také zřejmě vznikla diecéze. Skutky apoštolů mluví o domu Šimona koželuha, v němž se zdržoval apoštol Petr, který tam nejprve vzkřísil Tabitu (Skt 9,36-43), měl tam své známé vidění a přijal tam pozvání setníka Kornélia, aby odešel do Cesareje (Skt 10). Diecéze, která byla součástí jeruzalémského patriarchátu, po arabském vpádu zanikla a nebyla již obnovena. Nyní je titulární diecézí, která je od roku 1965 vakantní.

## Seznam joppenských biskupů

### Sídelní biskupové
- Fidos (okolo 415 – po 431)
- Theodotos (zmíněn okolo roku 460)
- Elias (před 518 – po 536)
- Sergios (před asi 633 – po asi 638)

### Titulární biskupové
- Jan od sv. Martina, O.Carm. (17. březen 1357 – 24. prosinec 1374 zemřel)
- Tomáš, O.P. (23. září 1446 – ?)
- Henry (15. červenec 1469 – ?)
- Ludovico Martelli (14. leden 1585 – 1597 biskupem v Chiusi)
- Matteo Sanudo (2. prosinec 1615 – 1616 biskupem v Concordii)
- Filip Fridrich Breuner (9. září 1630 – 5. září 1639 biskupem ve Vídni)
- Georg Pauli-Stravius (26. březen 1640 – 7. únor 1661 zemřel)
- Friedrich von Tietzen-Schlütter (31. leden 1678 – 4. listopad 1696 zemřel)
- Seweryn Szczuka (26. listopad 1703 – 11. prosinec 1727 zemřel)
- Hyacinthe Le Blanc, O.S.A. (12. duben 1728 – ?)
- Johann Georg Joseph von Eckart (11. září 1769 – 17. červen 1791 zemřel)
- Francesco Giovanni Scutellari Ajani (17. červen 1793 – 18. červenec 1826 zemřel)
- Alexis-Basile-Alexandre Menjaud (18. únor 1839 – 11. červenec 1844 biskupem v Nancy)
- Ludwik Łętowski (20. leden 1845 – 25. srpen 1868 deceduto)[1]
- Karel Průcha (6. březen 1871 – 1883 jmenován biskupem českobudějovickým)
- Eugene O'Connell (29. únor 1884 – 4. prosinec 1891 zemřel)
- Joseph van der Stappen (15. červen 1893 – 28. červenec 1908 zemřel)
- Eugenio Massi, O.F.M. (15. únor 1910 – 10. prosinec 1944 zemřel)
- Apollinaris William Baumgartner, O.F.M.Cap. (25. srpen 1945 – 14. říjen 1965 biskupem v Agaña)